# WrestleMania XIX
WrestleMania XIX a fost cea de-a nouăsprezecea ediție a pay-per-view-ului WrestleMania organizat de World Wrestling Entertainment. A avut loc pe data de 30 martie 2003 în arena Safeco Field din Seattle, Washington. Safeco Field a înregistrat un record de audiență de 54,097 spectatori, iar încasările totale s-au ridicat la 2,76 milioane de dolari.
WrestleMania XIX a fost prima ediție promovată sub denumirea de World Wrestling Entertainment și totodată prima ediție găzduită de statul Washington. Meciurile au fost disputate de superstaruri din ambele divizii WWE (RAW și SmackDown!).
Sloganul WrestleMania XIX a fost Dare To Dream. Melodia oficială a evenimentului a fost "Crack Addict" interpretată de către Limp Bizkit, care a cântat live și melodia de intrare a lui Undertaker ("Rollin' (Air Raid Vehicle)"). Pe coperta DVD-ului WrestleMania XIX au apărut Vince McMahon și Hulk Hogan.

## Rezultate
- Meci Sunday Night HEAT: Lance Storm și Chief Morley i-au învins pe Kane și Rob Van Dam, păstrându-și centura World Tag Team Championship (10:00)
  - Storm l-a numărat pe Van Dam, după ce în meci au intervenit Bubba Ray Dudley și D-Von Dudley.
- Matt Hardy (însoțit de Shannon Moore) l-a învins pe Rey Mysterio, păstrându-și centura WWE Cruiserweight Championship (5:39)
  - Hardy l-a numărat pe Mysterio, sprijinindu-se de corzile ringului.
- The Undertaker i-a învins pe The Big Show și pe A-Train într-un Handicap match (9:45)
  - Undertaker l-a numărat pe A-Train, după ce i-a aplicat un Tombstone Piledriver.
  - Nathan Jones, care trebuia să fie partenerul lui Undertaker în acest meci, a apărut pentru câteva momente în finalul meciului pentru a-l ajuta pe 'Taker.
  - Limp Bizkit a interpretat live melodia de intrare a lui The Undertaker.
- Trish Stratus le-a învins pe Victoria (însoțită de Stevie Richards) (c) și pe Jazz într-un Triple Threat match, câștigând centura WWE Women's Championship (7:17)
  - Stratus a numărat-o pe Victoria, după ce i-a aplicat acesteia un Chick Kick.
- Team Angle (Charlie Haas și Shelton Benjamin) i-au învins pe Los Guerreros (Eddie Guerrero & Chavo Guerrero) și pe Chris Benoit & Rhyno într-un Triple Threat match, păstrându-și centurile WWE Tag Team Championship (8:46)
  - Benjamin l-a numărat pe Chavo, după ce Rhyno i-a aplicat lui Chavo un Gore.
- Shawn Michaels l-a învins pe Chris Jericho (22:33)
  - Michaels a câștigat prin pinfall, folosind un roll-up.
- A avut loc o bătaie cu perine între Stacy Keibler & Torrie Wilson și Kitana Baker & Tanya Ballinger, întâlnire terminată cu un no contest.
- Triple H (însoțit de Ric Flair) l-a învins pe Booker T, păstrându-și centura World Heavyweight Championship (18:47)
  - Triple H a câștigat prin pinfall, după ce i-a aplicat lui Booker un Pedigree.
- Hulk Hogan l-a învins pe Vince McMahon într-un meci de tipul Street Fight (20:48)
  - Hogan a câștigat prin pinfall, după ce i-a aplicat lui McMahon trei manevre Leg drop.
  - Roddy Piper a intervenit în favoarea lui McMahon, lovindu-l pe Hogan cu o țeavă de metal.
- The Rock l-a învins pe Steve Austin (17:53)
  - Rock a câștigat prin pinfall, după ce i-a aplicat lui Austin trei manevre Rock Bottom.
- Brock Lesnar l-a învins pe Kurt Angle, devenind noul campion WWF (21:04)
  - Lesnar a câștigat prin pinfall, după aplicarea unui F-5.

## Alți participanți
| Comentatori - Michael Cole - SmackDown! - Jerry "The King" Lawler - RAW - Jim Ross - RAW - Tazz - SmackDown! Comentatori spanioli - Carlos Cabrera - Hugo Savinovich Ring announcer - Tony Chimel - SmackDown! - Howard Finkel - RAW Reporteri - Jonathan Coachman | Arbitrii - Mike Chioda - SmackDown! - Jack Doan - RAW - Brian Hebner - SmackDown! - Earl Hebner - RAW - Jim Korderas - SmackDown! - Nick Patrick - RAW - Chad Patton - RAW - Charles Robinson - RAW - Mike Sparks - SmackDown! |

## De reținut
- La începutul spectacolului, imnul "America the Beautiful" a fost interpretat de Ashanti
- Acest eveniment a programat al treilea meci dintre Steve Austin și The Rock de la WrestleMania, fiind singura întâlnire dintre cei doi în care nu a fost pus în joc titlul WWF. A fost de asemenea ultimul meci în care Steve Austin a participat în calitate de wrestler profesionist.
- În timpul spectacolului a fost filmat un documentar intitulat The Mania of WrestleMania - prima producție a diviziei cinematografice a WWE.
- WrestleMania XIX a fost prima ediție WrestleMania de după divizarea rosterului.
- A fost prima ediție WrestleMania în care au existat meciuri contând pentru centurile WWE World Heavyweight Championship, WWE Tag Team Championship și WWE Cruiserweight Championship.